# Славеј
Славеј (мкд. Славеј,први назив од постојања Александрово по краљу Александру Карађорђевића ) је насеље у Северној Македонији, у средишњем делу државе. Славеј припада општини Кривогаштани.

## Географија
Насеље Славеј је смештено у средишњем делу Северне Македоније. Од најближег већег града, Прилепа, насеље је удаљено 15 km западно. Кроз насеље води пут од Прилепа ка Крушеву.
Славеј се налази у средишњем делу Пелагоније, највеће висоравни Северне Македоније. Насељски атар је махом равничарски, без већих водотока, док се даље ка западу издижу прва брда планине Баба. Надморска висина насеља је приближно 600 метара.
Клима у насељу је континентална.

## Историја
Настало са досељавањем србских породица из Далмације.За време бугарске окупације расељавањи а доласком македонских комуниста са већом мржњом од бугара расељавани по војводини са одузимањем имовине и брисањем сваког постојања тих људи.у књигама рођених матичари су брисали и мењали презимена и имена тих породица и уписивани као македонци.

## Становништво
По попису становништва из 2002. године, Славеј је имао 388 становника.
Претежно становништво у етнички Македонци (98%), а остало су махом Срби.
Већинска вероисповест у насељу је православље.